# Силмальская волость
Си́лмальская во́лость(латыш. Silmalas pagasts) — одна из двадцати пяти территориальных единиц Резекненского края Латвии. Административный центр — село Горница.

## География
Находится в юго-западной части края. Граничит с Озолайнской, Лузнавской, Сакстагальской, Малтской и Фейманской волостями своего края, Силаянской и Галенской волостями Риебинского края, а также с Соколской волостью Вилянского края.
Силмальскую волость, соединяя сёла Горница, Вецружина и Тискади, пересекает автодорога P59 Виляны — Ружина — Малта.
По территории волости протекают реки: Малта, Лейчупе, Вертукшне и Лиска.

## Население
Численность населения волости на середину 2010 года составляет 3148 человек, на начало 2015 года — 2576 человек.
По данным переписи населения Латвии 2011 года, из 2777 жителей волости русские составили 70,40 % (1955 чел.), латыши —  25,53 % (709 чел.), белорусы — 2,09 % (58 чел.), украинцы — 0,47 % (13 чел.), поляки —  0,54 % (15 чел.).
Крупнейшими населёнными пунктами волости являются сёла: Горница (волостной центр), Презма, Вецружина, Круки, Роговики, Штикани, Тискади, Силмала.
В селе Презма находится Презмская католическая церковь. В Борисовке, Штиканах, Парамоновке и Тискадах — старообрядческие моленные, в Тискадах также православная церковь.

## История
Силмальский сельский совет был создан в 1954 году на территории Малтского и Презмского сельсоветов Малтского района. В 1959 году после ликвидации Малтского района он был включён в состав Резекненского района.
В 1975 году к Силмальскому сельсовету была присоединена территория ликвидированного Чулкского сельского совета. В 1987 году — ликвидированных Крукского и Ружинского сельсоветов.
В 1990 году Силмальский сельсовет был реорганизован в волость. В 2009 году, по окончании латвийской административно-территориальной реформы, Силмальская волость вошла в состав Резекненского края.